# Philipp von Jolly

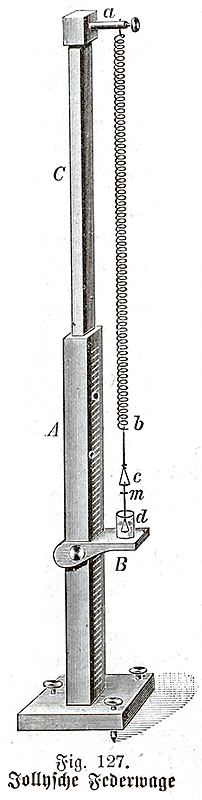
Balanza de muelle de Jolly para medir el peso específico.

Johann Philipp Gustav von Jolly (Mannheim, 26 de septiembre de 1809-Múnich, 24 de diciembre en 1884) fue un físico y matemático alemán.
Nació en 1809. Su padre era el comerciante y burgomaestre de Mannheim (de 1836 a 1849) Louis Jolly (1780-1853), y su madre Marie Eleonore Jolly (1785-1859). Su hermano, Julius August Isaak Jolly (1823-1891) fue profesor de derecho en Heidelberg y político en Baden.
Tras estudiar en Heidelberg, Viena y Berlín, fue nombrado en 1839 profesor de matemáticas y en 1846 de física. En 1854 se trasladó a Múnich donde sucedió a Georg Simon Ohm, donde participó en la reorganización de la universidad técnica bávara.
Jolly (a partir de 1854: von Jolly) fue por encima de todo un físico experimental que fue conocido por inventar instrumentación. Su campo principal de estudio fue la ósmosis.
Uno de sus pupilos en Múnich fue Max Planck, al que cuando este le mostró su intención de estudiar física respondió que en física estaba prácticamente todo descubierto, y que solo quedaban unos pocos huecos por cubrir.
En 1839 contrajo matrimonio con Luise Wüstenfeld (1821–1874); de su unión nacieron cinco hijos y una hija. Entre ellos se encontraban Ludwig Jolly (1843–1905), profesor de derecho administrativo en Tubinga, Friedrich Jolly (1844–1904), profesor de psiquiatría en Estrasburgo y Julius Jolly (1849–1932), profesor de sánscrito y lingüística comparativa en Würzburg.